# Ole Judichær
Ole Judichær (født 20. marts 1661 på Gotland, død 29. september 1729 i Næstved) var en dansk skibskonstruktør og admiral.

## Biografi
Han rejste til København, blev 1683 student, studerede teologi, men kom senere i forbindelse med Ole Rømer, der underviste ham i matematik og fik ham ansat hos Holmens Admiral Henrik Spann som huslærer. 1690 ansattes han som viceekvipagemester på Bremerholm. Kort tid derefter overtog han ledelsen af skibsbyggeriet. Da det første på Nyholm byggede linjeskib Dannebroge 1692 løb af stablen, fik han som anerkendelse af sin virksomhed udnævnelse til virkelig ekvipagemester og fabrikmester. Som sådan vedblev han at virke indtil 1725 og konstruerede i dette tidsrum 23 linjeskibe og 9 fregatter. Judichær har æren for indførelsen af et videnskabeligt grundlag ved skibskonstruktionen i Danmark. 1698 fik han titel af kommandørkaptajn og steg efterhånden til admiral; 1705 fik han sæde i Admiralitetet, 1714 blev han tillige Holmens Admiral. Under den store nordiske krig havde han foruden ledelsen af skibsbyggeriet mangfoldige betroede hverv, endogså som eskadrechef og øverstkommanderende for det sjællandske kystforsvar, uagtet han ikke oprindelig var uddannet som sømand og krigsmand; Ved disse hverv skilte han sig gennemgående hæderlig, men samtidig voksede hans selvtillid og stædighed, der navnlig 1700 gav sig et skæbnesvangert udtryk, idet han nægtede at træffe foranstaltninger til Flinterendens spærring. Efter krigens ophør voksede antallet af hans modstandere, ledede af admiralerne Råben og Frants Trojel, der anklagede ham hos Frederik IV for underslæb og uordentlig embedsførsel. Ved sine hvasse tilsvar fik han stemningen imod sig, uagtet beskyldningerne var i høj grad overdrevne, og han dømtes da 1727 til at have sin stilling forbrudt, efter 2 år forinden at være blevet afskediget. Judichær trak sig derefter tilbage til Næstved. Sagnet om, at han måtte forlade Holmen med skændsel gennem den såkaldte Slaveport, er bevislig urigtigt.
Han er begravet i Holmens Kirke.